# Cremastus sabulosus
Cremastus sabulosus là một loài tò vò trong họ Ichneumonidae.